# Tereza Čapková
Tereza Čapková (ur. 24 lipca 1987 w Przybramie) – czeska lekkoatletka specjalizująca się w biegach średnio i długodystansowych, olimpijka. 

## Kariera sportowa
Na arenie międzynarodowej odniosła następujące sukcesy:
| Rok  | Miejsce  | Zawody                      | Konkurencja    | Pozycja       | Wynik   |
| ---- | -------- | --------------------------- | -------------- | ------------- | ------- |
| 2006 | Pekin    | mistrzostwa świata juniorów | bieg na 1500 m | 7. miejsce    | 4:16,37 |
| 2011 | Shenzhen | letnia uniwersjada          | bieg na 1500 m | 7. miejsce    | 4:08,89 |
| 2012 | Helsinki | mistrzostwa Europy          | bieg na 1500 m | brązowy medal | 4:10,17 |

W 2012 r. uczestniczyła w letnich igrzyskach olimpijskich w Londynie – w eliminacyjnym biegu na 1500 metrów zajęła 12. miejsce i nie awansowała do półfinału. 
Ośmiokrotna mistrzyni Czech: na stadionie (w biegu na 800 m – 2011; w biegu na 1500 m – 2006, 2009, 2012) oraz w hali (w biegu nas 800 m – 2008, 2010, 2011; w biegu na 3000 m – 2016).

## Rekordy życiowe
- na stadionie

- bieg na 800 m – 2:01,91 (13 czerwca 2011, Praga)
- bieg na 1500 m – 4:08,27 (25 maja 2012, Dessau)
- bieg na 3000 m – 9:24,14 (4 września 2016, Ustí Nad Orlicí)

- w hali

- bieg na 800 m – 2:04,29 (25 lutego 2011, Metz)
- bieg na 1500 m – 4:15,70 (10 lutego 2012, Düsseldorf)
- bieg na 3000 m – 9:26,35 (27 lutego 2016, Ostrawa)